# Fatemeh Mohitizadeh
Fatemeh Mohitizadeh (persisch فاطمه محیطی‌زاده; * 29. Juli 2003) ist eine iranische Leichtathletin, die sich auf den Siebenkampf spezialisiert hat und aktuell Inhaberin des Landesrekordes ist.

## Sportliche Laufbahn
Erste internationale Erfahrungen sammelte Fatemeh Mohitizadeh im Jahr 2019, als sie bei den Jugendasienmeisterschaften in Hongkong mit 4245 Punkten den vierten Platz im Siebenkampf belegte. 2023 gelangte sie bei den Hallenasienmeisterschaften in Astana mit 3825 Punkten auf Rang sieben im Fünfkampf und im Jahr darauf gewann sie bei den Hallenasienmeisterschaften in Teheran mit 3970 Punkten die Silbermedaille hinter der Chinesin Nina Schultz. Anschließend siegte sie mit 5249 Punkten im Siebenkampf bei den Westasienmeisterschaften in Basra und 2025 musste sie ihren Wettkampf bei den Asienmeisterschaften in Gumi vorzeitig beenden.
In den Jahren 2019, 2023 und 2025 wurde Mohitizadeh iranischer Meisterin im Siebenkampf sowie 2024 Hallenmeisterin im Fünfkampf.

## Persönliche Bestleistungen
- Siebenkampf: 5462 Punkte, 23. August 2024 in Arak (iranischer Rekord)
  - Fünfkampf (Halle): 3970 Punkte, 19. Februar 2024 in Teheran